# Жаккар, Фернан
Фернан Альфред Жаккар (фр. Fernand Alfred Jaccard; 8 октября 1907, Ла-Шо-де-Фон, Невшатель — 15 апреля 2008, Лютри, Во) — швейцарский футболист и тренер.

## Карьера

### Карьера игрока
На клубном уровне выступал за клубы «Ла-Тур-де-Пе» и «Базель». Был игроком первой и второй сборной Швейцарии (дебют в сборной B — 11 марта 1934 года против сборной Франции-B), в составе которой участвовал на чемпионате мира 1934 года в Италии и на котором провёл два матча — 27 мая со сборной Голландии и 31 мая со сборной Чехословакии.

### Карьера тренера
После окончания карьеры работал тренером на родине, в клубах «Базель», «Локарно», «Серветт», «Кантональ Нёвшатель», «Кьяссо» и «Лозанна».

## Достижения
- Чемпион Швейцарии: 1946